# Аштиан (шахрестан)
Аштиа́н (перс. شهرستان آشتیان‎) — одна из 10 областей (шахрестанов) иранской провинции Меркези. Административный центр — город Аштиан.
В состав шахрестана входит только один район (бахш):
- Меркези (центральный) (بخش مرکزی)

Население области на 2006 год составляло 19 011 человек.

## Населённые пункты
| Русское название | Оригинальное название (фарси) | Население, чел. (2006) |
| ---------------- | ----------------------------- | ---------------------- |
| Аштиан           | اشتيان                        | 8 324                  |
| Кердиджан        | كرديجان                       | 1 667                  |
| Сиавошан         | سياوشان                       | 826                    |